# Carinodes zacatecus
Carinodes zacatecus là một loài tò vò trong họ Ichneumonidae.